# Marrón (Cantabria)

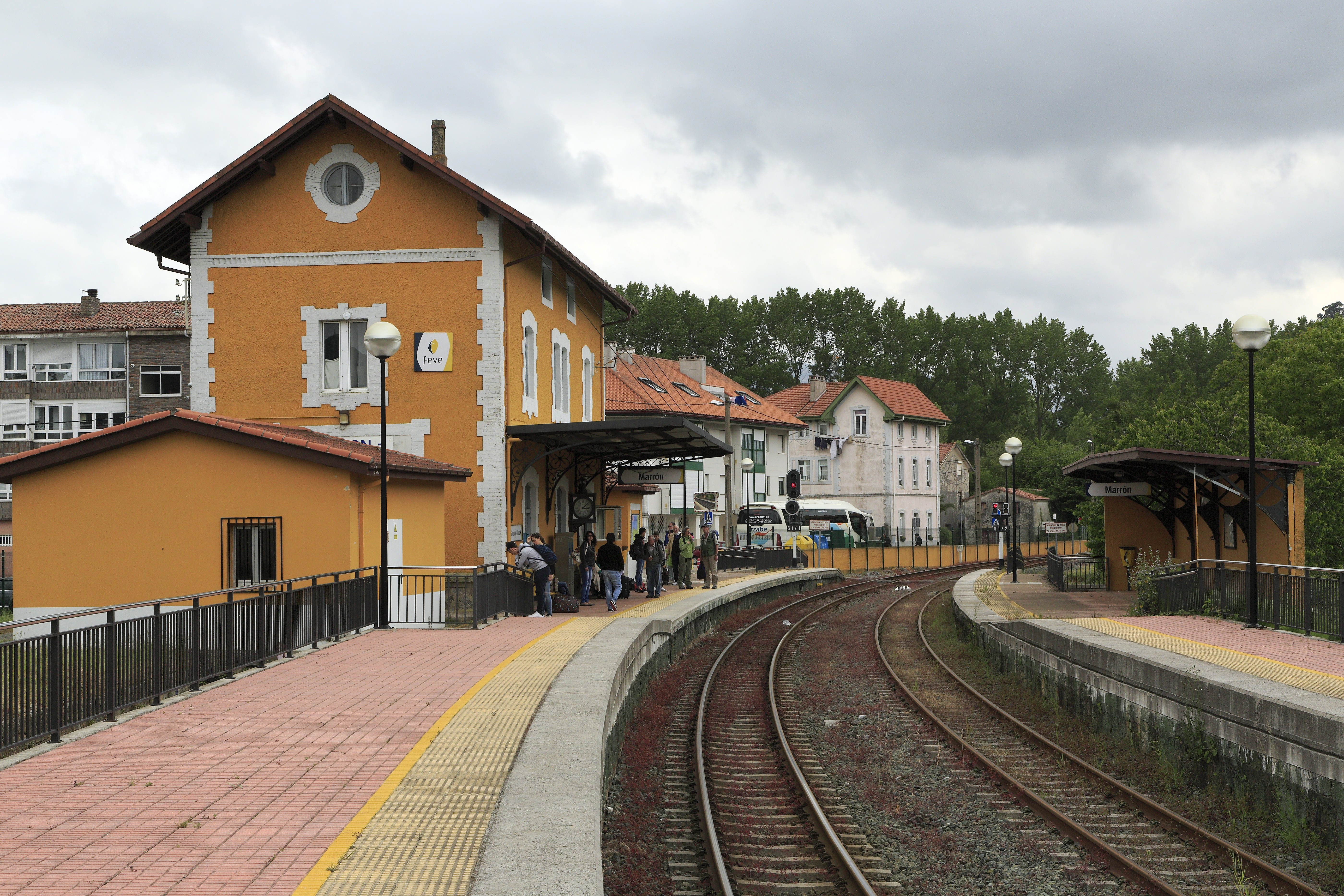
Estación de tren

Marrón es una localidad del municipio de Ampuero (Cantabria, España). En el año 2008 contaba con una población de 488 habitantes (INE). Esta localidad está situada a 30 metros de altitud sobre el nivel del mar, y a 1,5 kilómetros de la capital municipal, Ampuero.

## Demografía
| Gráfica de evolución demográfica de Marrón entre 1842 y 1860 |
| |
| Población de derecho según los censos de población del INE Población de hecho según los censos de población del INEEntre el censo de 1877 y el anterior, este municipio desaparece porque se integra en el municipio Ampuero. |